# 阮玉璜
阮玉璜（越南语：／；1887年—？年），越南阮朝官員。

## 生平
阮玉璜是慶和省寧順府經營總進祿村（今屬寧順省）人，同慶二年（1887年）出生。維新六年（1912年），參加平定場鄉試，考中舉人。啟定四年（1919年），會試本應黜落，特准參加庭試，考中副榜。後以翰林院編修充學部行走，升崑嵩知府。